# Pablo Fante
Pablo Fante (seudónimo de Juan Pablo Pizarro de Trenqualye) (Santiago de Chile, 1980) es un poeta, traductor, músico y videasta chileno. Ha publicado más de 30 libros de traducciones, entre los cuales Hamlet de William Shakespeare y una selección de ensayos de Michel de Montaigne.

## Biografía
Pablo Fante estudió Historia en la Sorbona, y posteriormente se doctoró en Literatura en la Universidad de Toulouse, con una tesis comparativa sobre Sor Juana Inés de la Cruz y José Gorostiza.
Es autor de los poemarios Sed de fluir (Chancacazo, 2010), Verde noche (Poetas Libres, 2017), Dinosaurios/Todos vuelven (Libros del Pez Espiral, 2019) y Rin del angelito (Naranja Publicaciones, 2020), así como del relato De ardor bullir en la Sofía (Cuneta, 2009). Su obra literaria ha sido descrita como un cruce entre un registro Barroco y moderno. Algunos de sus poemas han sido publicados y traducidos en Francia en revistas y antologías.
En el ámbito musical, ha sido intérprete y compositor en las bandas Six Magics, Blablá, La Naranja Gata, Óxido Estelar y Newentropía. En 2016, publicó el disco solista Conejos, seguido por Sangre y espuma (2017). En paralelo, bajo el rótulo de Estudios Banana, ha grabado para diferentes artistas y conjuntos chilenos, incluyendo el disco Shat Mat de Diego Riedemann (Premio Pulsar 2015).
Desde 2011, es miembro fundador de la Orquesta de Poetas, que hace parte del movimiento de poesía sonora y visual en Chile. En este contexto, Pablo Fante se ha presentado en Bogotá, Oaxaca, Buenos Aires, Montevideo, Madrid, Venecia, Rio o Sao Paulo. Ha participado en el Festival Puerto de Ideas y el Festival de las Artes de Valparaíso. Además, junto a la Orquesta de Poetas desarrolla el proyecto de captura audiovisual Registro de Poetas. 
Es miembro del cuarteto de poesía sonora y videoarte político Radio Magallanes, junto a Carlos Soto Román. En 2019, Radio Magallanes publicó el libro 11 noches y se presentó en la conmemoración del 11 de septiembre en el Museo de la Memoria. En 2023, Radio Magallanes se presentó en Barcelona y Toulouse.
Como videasta, Pablo Fante es autor del videopoema Cloris Orityia (2014), junto a Moisés Vicent. Además, ha realizado obras audiovisuales para exposiciones de David Scognamiglio (en la Galería Gabriela Mistral) y Tomás Browne (en el Museo Regional de Magallanes).

## Obras

### Poemarios
- Sed de fluir. Chancacazo Publicaciones, Santiago, 2010.
- Verde noche. Poetas Libres, Santiago, 2017.
- Dinosaurios/Todos vuelven. Libros del Pez Espiral, Santiago, 2019.
- Rin del angelito (libro objeto). Naranja Publicaciones, Santiago, 2020.

### Como traductor
- Bernard Noël. Extractos del cuerpo, Los estados del cuerpo. Editorial Cuneta, Santiago, 2011.
- William Shakespeare. Romeo y Julieta. Matucana100/Teatropan, 2013.
- Romain Gary (Emile Ajar). Seudo. Editorial Cuneta, Santiago, 2014.
- Restif de la Bretonne. Las noches revolucionarias, Tres Puntos Ediciones, Madrid, 2018.
- Lancelot Hamelin, Alta Villa - Contrapunto. Libros del Zorzal, Buenos Aires, 2019.
- Nathalie Fillion, Alejandro Magno. Libros del Zorzal, Buenos Aires, 2019.
- Magali Mougel, Penthy sobre la banda. Libros del Zorzal, Buenos Aires, 2019.
- Guillaume Poix, Straight. Libros del Zorzal, Buenos Aires, 2019.
- Olympe de Gouges. Escritos disidentes. Banda Propia, Santiago, 2019.
- Aurélia Lassaque. De memoria profana. Libros del Pez Espiral, Santiago, 2019.
- Hector Berlioz. Los grotescos de la música. Libros del Pez Espiral, Santiago, 2019.
- Lola Molina. Seasonal Affective Disorder/Trastorno afectivo temporal, Adeno Nuitome. Libros del Zorzal, Buenos Aires, 2020.
- Michel de Montaigne, Ensayos (selección), Ediciones Tácitas/Universidad Adolfo Ibáñez, Santiago, 2020.
- Georges Perec, Qué pequeña bici de manubrio cromado al fondo del patio, Tres Puntos Ediciones, Madrid, 2021.
- Perrine Le Querrec, Los continentes, Libros del Pez Espiral, Santiago, 2021.
- Yvon Le Men, Los rumores de Babel, Libros del Pez Espiral, Santiago, 2021.
- Alice Guy, Memorias 1873-1964, Banda Propia, Santiago, 2021.
- Poesía viva / Poésie vivante. Poesía contemporánea en francés traducida por poetas de Chile (director del proyecto y traductor de la poeta Souad Labbize), Libros del Pez Espiral, Santiago, 2022.
- Éric Pommier, La democracia medioambiental, Ediciones PUC, Santiago, 2022.
- Catherine d’Aulnoy, Cuentos de hadas, Libros del Pez Espiral, Santiago, 2022.
- Guillemor Deisler, El cerebro, Editorial Naranja, Santiago, 2022.
- Madeleine Pelletier, Dos ensayos feministas (1912-1914), Libros del Pez Espiral, Santiago, 2022.
- Albane Ligeour, Arthur Dressler, Arte callejero chileno. Grafiteros y muralistas de norte a sur, Ocho Libros Editorial, Santiago, 2022.
- Poesía Viva 1. Poesía contemporánea en francés traducida por poetas de Chile, Libros del Pez Espiral, Santiago, 2022.
- Poesía Viva 2. Poesía contemporánea en francés traducida por poetas de Chile, Libros del Pez Espiral, Santiago, 2023.
- Alfredo Pena-VEga, Los siete saberes necesarios para la educación sobre el futuro, Ediciones Universitarias de Valparaíso (PUCV), Valparaíso, 2023.
- Verónique Kanor, La piel impermeable, Éditions Klac,  Lima-Bordeaux, 2023.
- William Shakespeare, Hamlet, Ediciones Tácitas-Universidad Adolfo Ibáñez, Santiago, 2023.

### Discografía parcial
- Orquesta de Poetas. Declaración de principios (disco/libro/DVD), Santiago, 2015.
- Fante busca. Conejos. Santiago, 2016.
- Fante busca. Sangre y espuma. Santiago, 2017.
- Orquesta de Poetas. Dclrcn_d_prncps, Santiago, 2017.
- Orquesta de Poetas. Todos instrumentos. Santiago, 2019.
- Blablá, Hasta agotar stock. París-Santiago, 2022.
- Newentropía, Frecuencias. Santiago, 2023.
- Orquesta de Poetas, Todas voces. Santiago, 2023.